# Challenger de Gimcheon 2014
El Adidas International Gimcheon 2014 fue un torneo de tenis profesional jugado en canchas de pista dura. Se disputó la primera edición del torneo que formó parte del circuito ATP Challenger Tour 2014. Se llevó a cabo en Gimcheon, Corea del Sur entre el 5 y el 11 de mayo de 2014.

## Jugadores participantes del cuadro de individuales
| Favorito | País                      | Jugador       | Rank1 | Posición en el torneo |
| -------- | ------------------------- | ------------- | ----- | --------------------- |
| 1        | Bandera de Eslovaquia     | Lukáš Lacko   | 83    | Semifinales           |
| 2        | Bandera de Estados Unidos | Rajeev Ram    | 128   | Cuartos de final      |
| 3        | Bandera de Japón          | Go Soeda      | 137   | Segunda ronda         |
| 4        | Bandera de Australia      | Samuel Groth  | 140   | Cuartos de final      |
| 5        | Bandera de Japón          | Tatsuma Ito   | 143   | FINAL                 |
| 6        | Bandera de Japón          | Yūichi Sugita | 154   | Semifinales           |
| 7        | Bandera de Luxemburgo     | Gilles Müller | 160   | CAMPEÓN               |
| 8        | Bandera de Japón          | Hiroki Moriya | 170   | Primera ronda         |

| Posición en el torneo   |
| ----------------------- |
| Primera y segunda ronda |
| Cuartos de final        |
| Semifinales             |
| FINAL                   |
| CAMPEÓN                 |

- 1 Se ha tomado en cuenta el ranking del día 28 de abril de 2014.

### Otros participantes
Los siguientes jugadores recibieron una invitación (wild card), por lo tanto ingresan directamente al cuadro principal (WC):
- Hong Chung
- Hyeon Chung
- Young Seok Kim
- Yong-kyu Lim

Los siguientes jugadores ingresan al cuadro principal como exención especial (SE):
- Alex Bolt

Los siguientes jugadores ingresan al cuadro principal cocon ranking protegido (PR):
- John Millman

Los siguientes jugadores ingresan al cuadro principal tras disputar el cuadro clasificatorio (Q):
- Dimitar Kutrovsky
- Jason Jung
- Chen Ti
- Fritz Wolmarans

## Jugadores participantes en el cuadro de dobles

### Cabezas de serie
| Favorito | País                      | Jugador            | País                 | Jugador            | Rank1 | Posición en el torneo |
| -------- | ------------------------- | ------------------ | -------------------- | ------------------ | ----- | --------------------- |
| 1        | Bandera de Australia      | Samuel Groth       | Bandera de Australia | Chris Guccione     | 138   | CAMPEÓN               |
| 2        | Bandera de Estados Unidos | Austin Krajicek    | Bandera de Australia | John-Patrick Smith | 169   | FINAL                 |
| 3        | Bandera de Tailandia      | Sanchai Ratiwatana | Bandera de Tailandia | Sonchat Ratiwatana | 192   | Semifinales           |
| 4        | Bandera de Australia      | Alex Bolt          | Bandera de Australia | Andrew Whittington | 210   | Primera ronda         |

- 1 Se ha tomado en cuenta el ranking del día 28 de abril de 2014.

## Campeones

### Individual Masculino
- Gilles Müller derrotó en la final a  Tatsuma Ito, 7–65, 5–7, 6–4.

### Dobles Masculino
- Samuel Groth /  Chris Guccione derrotaron en la final a  Austin Krajicek /  John-Patrick Smith, 6–75, 7–5, [10–4].